# ديك (لاعب كرة قدم)
ديك (بالبرتغالية: Luiz Henrique Almeida de Lima‏) هو لاعب كرة قدم برازيلي في مركز الدفاع، ولد في 13 فبراير 1984 في غواروجا في البرازيل. لعب مع نادي كوريتيبا.

## وصلات خارجية
- ديك (لاعب كرة قدم) على موقع قاعدة بيانات كرة القدم.إي يو (الإنجليزية)
- ديك (لاعب كرة قدم) على موقع Soccerway.com (الإنجليزية)